# Pieter Steyn

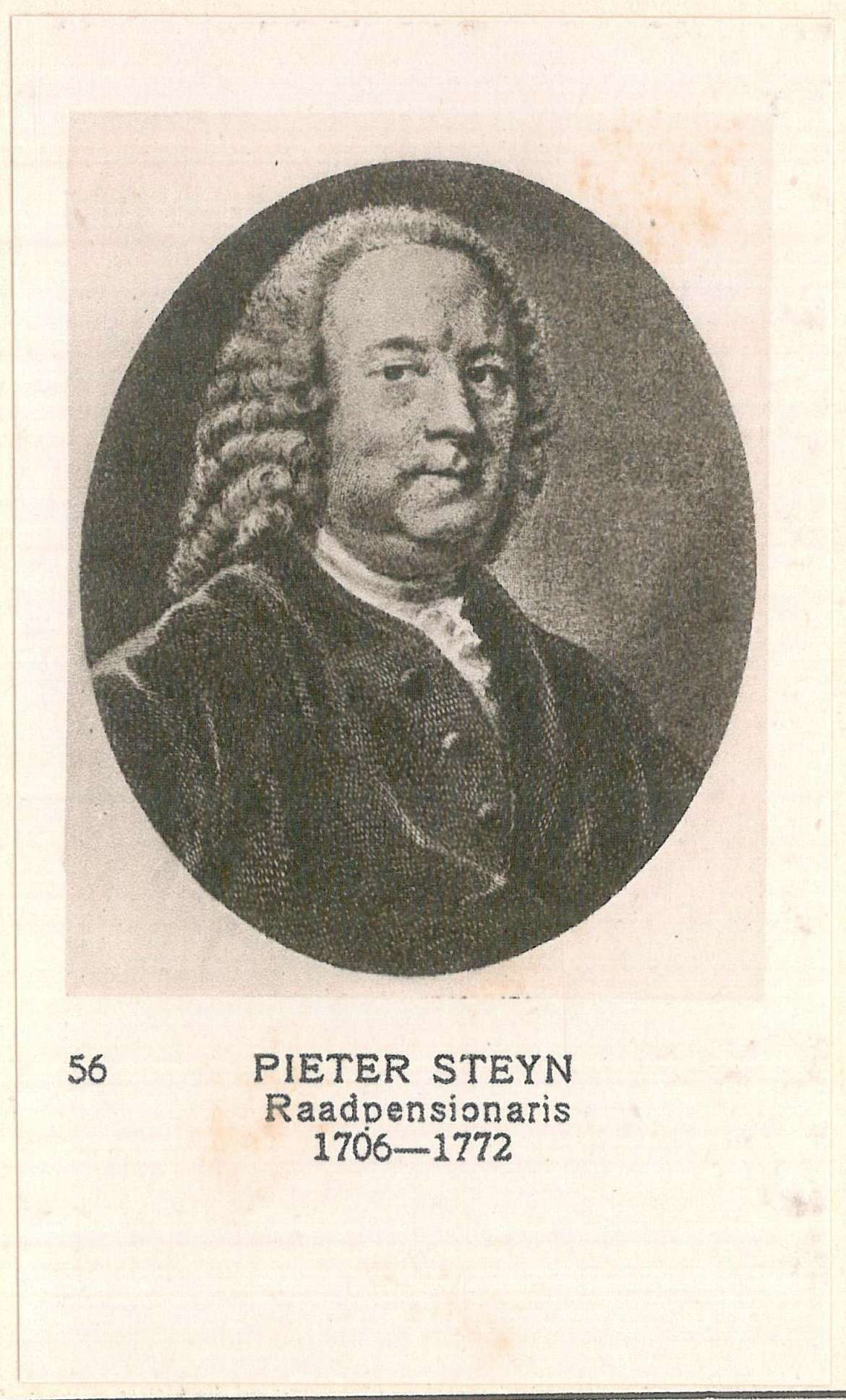
Pieter Steyn

Pieter Steyn (* 6. Oktober 1706 in Haarlem; † 5. November 1772 in Den Haag) erfüllte zwischen den Jahren 1749 und 1772 das Amt des holländischen Ratspensionärs.
Steyn war der Sohn des Haarlemer Bürgermeisters Adriaan Steyn und dessen Ehefrau Johanna Patijn. Zwischen den Jahren 1724 und 1726 studierte der die Rechte an der Universität Leiden. Er heiratete zweimal, beide Ehen blieben aber kinderlos. Als Ratspensionär hatte er eine lange Amtszeit; in dieser konnte er die Republik der Vereinigten Niederlande aus dem Siebenjährigen Krieg heraushalten.